# Cantiere navale fratelli Orlando

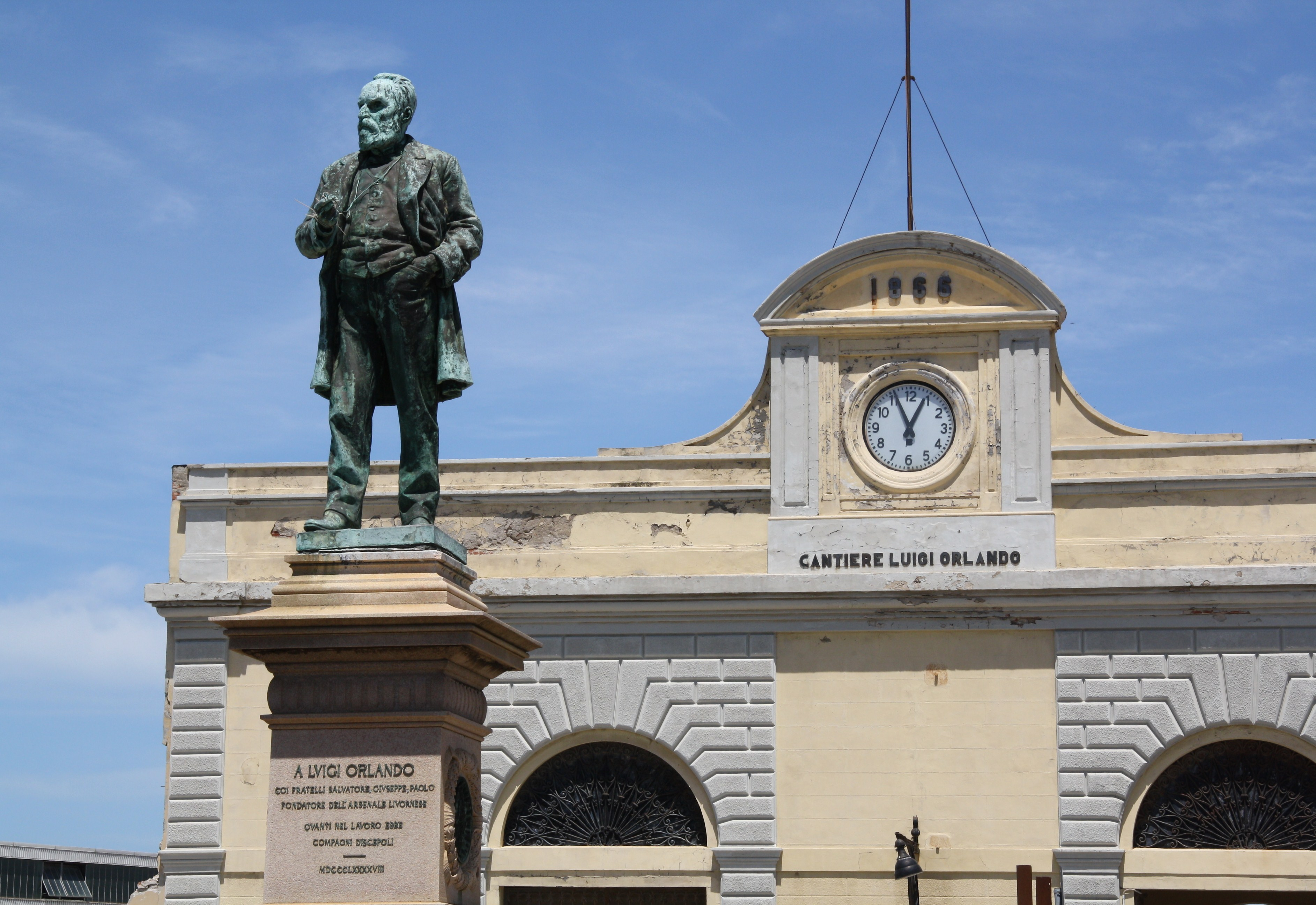
Monument en honneur à Luigi Orlando devant l'ancienne entrée du chantier

Le Cantiere navale fratelli Orlando (en français: Chantier naval des frères Orlando) est un chantier naval italien.  
Il est fondé en 1866 dans la ville de Livourne par les frères Orlando, démocrates originaires de Palerme où ils possèdent une usine de moteurs de moulin, mais qu'ils doivent quitter après la révolution de 1848 pour avoir fourni un canon en bois pour les insurgés. Ils s'exilent à Gênes, où ils créent un grand chantier naval, puis s'installent à Livourne. 
Le chantier naval est par la suite fusionné avec la société pour la Construction de navires, de machines et d'artilleries Odero-Terni-Orlando (plus tard OTO Melara SpA) en  1929. 
Après la Seconde Guerre mondiale, le chantier est acheté par la société Ansaldo mais celle-ci le cède au Chantier Luigi Orlando SpA qui à son tour est fusionné avec la société de construction navale Fincantieri le 1er janvier 1984. En difficulté économique, Fincantieri ferme le chantier puis le vend en 2003 au fabricant de yachts de luxe Azimut-Benetti.

## Source
- (en) Cet article est partiellement ou en totalité issu de l’article de Wikipédia en anglais intitulé « Cantiere navale fratelli Orlando » (voir la liste des auteurs).